# Konferencja Narodów Zjednoczonych w sprawie Zmian Klimatu, Kopenhaga 2009

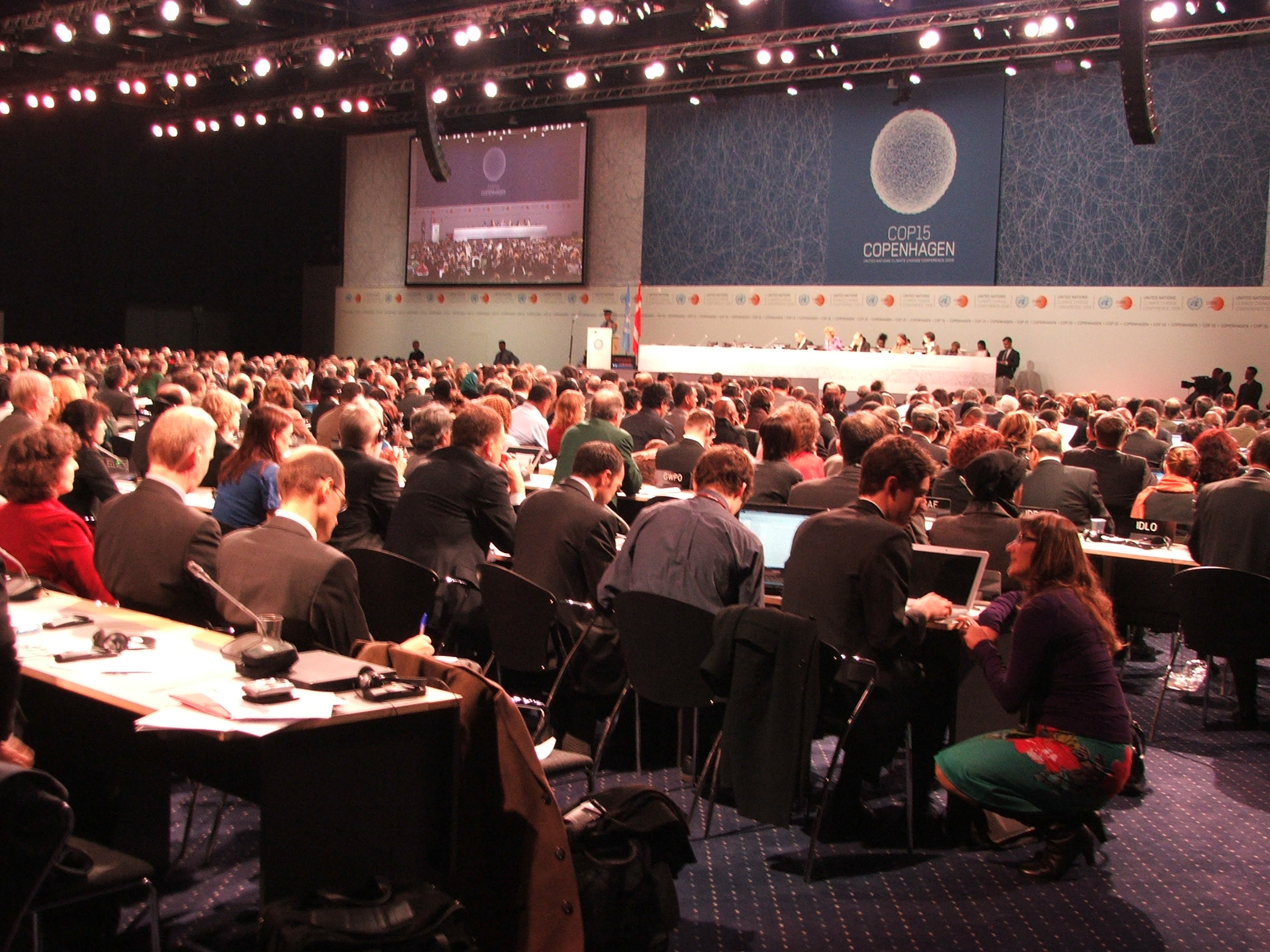
Sesja otwarcia konferencji w Kopenhadze

Konferencja Narodów Zjednoczonych w sprawie zmian klimatu, Kopenhaga 2009 znana w skrócie jako szczyt w Kopenhadze – międzynarodowa konferencja poświęcona problematyce zmian klimatu. Odbywała się od 7 do 18 grudnia 2009 w Bella Center w Kopenhadze. Organizował ją Sekretariat Ramowej konwencji Narodów Zjednoczonych ds. zmian klimatu, a gospodarzem konferencji był rząd Danii. Gośćmi spotkania było ponad 190 delegacji rządowych.
W ramach konferencji odbywały się lub podpisano:
- XV Konferencja stron Ramowej konwencji Narodów Zjednoczonych w sprawie zmian klimatu (UNFCCC) – COP 15
- Ugodę z Kopenhagi (Copenhagen Accord)

Program konferencji obejmował oficjalne spotkania plenarne, nieoficjalne negocjacje państw członkowskich konwencji UNFCCC i protokołu z Kioto, dyskusje panelowe i prezentacje organizowane przez grupy robocze, zespoły ekspertów, organizacje pozarządowe, biznesowe i międzyrządowe (w tym organizacje ekologiczne i reprezentujące ludy tubylcze), a także towarzyszące konferencji ogólnodostępne wystawy, pokazy, seminaria i happeningi.
Na czas trwania konferencji teren konferencyjny Bella Center uznany został za obszar eksterytorialny podlegający wyłącznej jurysdykcji ONZ.
Pomimo szalonego tempa negocjacji pod koniec konferencji, zakończyła się ona brakiem porozumienia.